# Gojakovac
Gojakovac je naseljeno mjesto u općini Kiseljak, Federacija Bosne i Hercegovine, BiH.

## Stanovništvo

### 1991.
Nacionalni sastav stanovništva 1991. godine, bio je sljedeći:
ukupno: 161
- Hrvati - 98
- Muslimani - 4
- Srbi - 51
- Jugoslaveni - 4
- ostali, neopredijeljeni i nepoznato - 4

### 2013.
Nacionalni sastav stanovništva 2013. godine, bio je sljedeći:
ukupno: 93
- Hrvati - 81
- Srbi - 7
- Bošnjaci - 3
- ostali, neopredijeljeni i nepoznato - 2